# Sporting Clube de Portugal
L'Sporting Clube de Portugal, sovint anomenat incorrectament com a Sporting de Lisboa és un club de futbol de la ciutat de Lisboa (Portugal). Conegut principalment per la secció de futbol, es tracta, en realitat, d'un club poliesportiu, ja que compta amb seccions com ara d'hoquei patins, futbol sala, handbol, natació, tennis taula i atletisme (on han destacat atletes com ara Carlos Lopes, Rui Silva o Francis Obikwelu). En el passat disposà de secció de ciclisme, on destacà Joaquim Agostinho.

## Història
El club té els seus orígens el 1902 amb l'Sport Club de Belas, que dos anys més tard es convertí en Campo Grande Sporting Club. L'any 1906 adoptà el seu nom actual Sporting Clube de Portugal. És el tercer club del país pel que fa a palmarès.
Disputa els seus partits de futbol a l'estadi José Alvalade i els partits de bàsquet, futbol sala, handbol, hoquei patins i voleibol al Pavilhão João Rocha.
El club destaca per tenir un gran planter de jugadors, entre els quals podem destacar Paulo Futre, Luis Figo, Cristiano Ronaldo, Ricardo Quaresma, Simão Sabrosa o Hugo Viana. Pel que fa als títols, el més important és la Recopa d'Europa de l'any 1964, a més de nombrosos títols nacionals.

## Palmarès
- Recopa d'Europa (1): 1963-64
- Copa Intertoto (1): 1967
- Copa Ibérica (1): 2000
- Campionat de Portugal (4): 1922-23, 1933-33, 1935-35, 1937-38
- Lliga de Portugal (21): 1940-41, 1943-42, 1946-47, 1947-48, 1948-49, 1950-51, 1951-52, 1952-53, 1953-54, 1957-58, 1961-62, 1965-66, 1969-70, 1973-74, 1979-80, 1981-82, 1999-00, 2001-02, 2020-21, 2023-24, 2024-25
- Copa de Portugal (17): 1940-41, 1944-45, 1945-46, 1947-48, 1953-54, 1962-63, 1970-71, 1972-73, 1973-74, 1977-78, 1981-82, 1994-95, 2001-02, 2006-07, 2008-09, 2014-15, 2018-19
- Copa de la Lliga Portuguesa (4): 2017-18, 2018-19, 2020-21, 2021-22
- Supercopa de Portugal (9): 1981-82, 1986-87, 1994-95, 1999-00, 2001-02, 2006-07, 2007-08, 2014-15, 2020-21
- Copa De Honra (29): 1914/15, 1915/16, 1916/17, 1921/22, 1922/23, 1924/25, 1927/28, 1930/31, 1933/34, 1934/35, 1935/36, 1936/37, 1937/38, 1938/39, 1940/41, 1941/42, 1942/43, 1944/45, 1946/47, 1947/48, 1948/48, 1949/50, 1961/62, 1963/64, 1965/66, 1970/71, 1984/85, 1990/91, 1991/92
- Campionat de lisboa (19): 1914/15, 1918/19, 1921/22, 1922/23, 1924/25, 1927/28, 1930/31, 1933/34, 1934/35, 1935/36, 1936/37, 1937/38, 1938/39, 1940/41, 1941/42, 1942/43, 1944/45, 1946/47, 1947/48
- Campionat de Reserves (42): 1911/12, 1916/17, 1922/23, 1923/24, 1924/25, 1925/26, 1927/28, 1929/30, 1931/32, 1932/33, 1932/1933, 1933/34, 1934/35, 1936/37, 1937/38, 1939/40, 1941/42, 1943/44, 1945/46, 1946/47, 1947/48, 1950/51, 1951/52, 1952/53, 1954/55, 1958/59, 1959/60, 1960/61, 1961/62, 1966/67, 1967/68, 1968/69, 1972/73, 1982/83, 1983/84, 1984/85, 1985/86, 1987/88, 1989/90, 1990/91, 1991/92, 1993/94
- l'Acadèmia del Sporting té més de 39 Copes de Portugal

## Jugadors

### Plantilla 2024-25
A 8 febrer 2025
| N. | Pos. | Nac. | Jugador            |
| -- | ---- | --- | ------------------ |
| 1  | POR  | [[Fitxer:Flag of Uruguay.svg\|23x15px\|border \|alt=Uruguai\|link=Selecció de futbol de l'Uruguai\|{{#if:\|]]                     | Franco Israel      |
| 2  | DEF  | [[Fitxer:Flag of Brazil.svg\|23x15px\|border \|alt=Brasil\|link=Selecció de futbol del Brasil\|{{#if:\|]]                         | Matheus Reis       |
| 3  | DEF  | [[Fitxer:Flag of the Netherlands.svg\|23x15px\|border \|alt=Països Baixos\|link=Selecció de futbol dels Països Baixos\|{{#if:\|]] | Jerry St. Juste    |
| 5  | MIG  | [[Fitxer:Flag of Japan.svg\|23x15px\|border \|alt=Japó\|link=Selecció de futbol del Japó\|{{#if:\|]]                              | Hidemasa Morita    |
| 6  | DEF  | [[Fitxer:Flag of Belgium (civil).svg\|23x15px\|border \|alt=Bèlgica\|link=Selecció de futbol de Bèlgica\|{{#if:\|]]               | Zeno Debast        |
| 8  | MIG  | [[Fitxer:Flag of Portugal.svg\|23x15px\|border \|alt=Portugal\|link=Selecció de futbol de Portugal\|{{#if:\|]]                    | Pedro Gonçalves    |
| 9  | DAV  | [[Fitxer:Flag of Sweden.svg\|23x15px\|border \|alt=Suècia\|link=Selecció de futbol de Suècia\|{{#if:\|]]                          | Viktor Gyökeres    |
| 11 | DAV  | [[Fitxer:Flag of Portugal.svg\|23x15px\|border \|alt=Portugal\|link=Selecció de futbol de Portugal\|{{#if:\|]]                    | Nuno Santos        |
| 17 | DAV  | [[Fitxer:Flag of Portugal.svg\|23x15px\|border \|alt=Portugal\|link=Selecció de futbol de Portugal\|{{#if:\|]]                    | Francisco Trincão  |
| 19 | DAV  | [[Fitxer:Flag of Denmark.svg\|23x15px\|border \|alt=Dinamarca\|link=Selecció de futbol de Dinamarca\|{{#if:\|]]                   | Conrad Harder      |
| 20 | DAV  | [[Fitxer:Flag of Uruguay.svg\|23x15px\|border \|alt=Uruguai\|link=Selecció de futbol de l'Uruguai\|{{#if:\|]]                     | Maximiliano Araújo |
| 21 | DAV  | [[Fitxer:Flag of Mozambique.svg\|23x15px\|border \|alt=Moçambic\|link=Selecció de futbol de Moçambic\|{{#if:\|]]                  | Geny Catamo        |

| N. | Pos. | Nac. | Jugador                           |
| -- | ---- | --- | --------------------------------- |
| 22 | DEF  | [[Fitxer:Flag of Spain.svg\|23x15px\|border \|alt=Espanya\|link=Selecció de futbol d'Espanya\|{{#if:\|]]                         | Iván Fresneda                     |
| 23 | MIG  | [[Fitxer:Flag of Portugal.svg\|23x15px\|border \|alt=Portugal\|link=Selecció de futbol de Portugal\|{{#if:\|]]                   | Daniel Bragança (2n capità)       |
| 24 | POR  | [[Fitxer:Flag of Portugal.svg\|23x15px\|border \|alt=Portugal\|link=Selecció de futbol de Portugal\|{{#if:\|]]                   | Rui Silva (cedit pel Reial Betis) |
| 25 | DEF  | [[Fitxer:Flag of Portugal.svg\|23x15px\|border \|alt=Portugal\|link=Selecció de futbol de Portugal\|{{#if:\|]]                   | Gonçalo Inácio (3r capità)        |
| 26 | DEF  | [[Fitxer:Flag of Côte d'Ivoire.svg\|23x15px\|border \|alt=Costa d'Ivori\|link=Selecció de futbol de la Costa d'Ivori\|{{#if:\|]] | Ousmane Diomande                  |
| 30 | DAV  | [[Fitxer:Flag of Brazil.svg\|23x15px\|border \|alt=Brasil\|link=Selecció de futbol del Brasil\|{{#if:\|]]                        | Biel Teixeira                     |
| 41 | POR  | [[Fitxer:Flag of Brazil.svg\|23x15px\|border \|alt=Brasil\|link=Selecció de futbol del Brasil\|{{#if:\|]]                        | Diego Callai                      |
| 42 | MIG  | [[Fitxer:Flag of Denmark.svg\|23x15px\|border \|alt=Dinamarca\|link=Selecció de futbol de Dinamarca\|{{#if:\|]]                  | Morten Hjulmand (capità)          |
| 47 | DEF  | [[Fitxer:Flag of Portugal.svg\|23x15px\|border \|alt=Portugal\|link=Selecció de futbol de Portugal\|{{#if:\|]]                   | Ricardo Esgaio                    |
| 57 | DAV  | [[Fitxer:Flag of Portugal.svg\|23x15px\|border \|alt=Portugal\|link=Selecció de futbol de Portugal\|{{#if:\|]]                   | Geovany Quenda                    |
| 72 | DEF  | [[Fitxer:Flag of Portugal.svg\|23x15px\|border \|alt=Portugal\|link=Selecció de futbol de Portugal\|{{#if:\|]]                   | Eduardo Quaresma                  |

### Jugadors històrics destacats
| - André Cruz - Luís Figo - Rui Jordão - Manuel Vasques - Ricardo Quaresma - Cristiano Ronaldo - João Azevedo - Pedro Barbosa - Fernando Peyroteo |  | - Ricardo Sá Pinto - Paulo Sousa - José Travassos - Dimas Teixeira - Oceano da Cruz - Rui Jorge - Alberto Acosta - Paulo Futre - Marius Niculae |  | - João Moutinho - Peter Schmeichel - Fabio Rochemback - Marat Izmàilov - Hugo Viana - Krassimir Balakov - Andrzej Juskowiak - Jorge Cadete - Aldo Duscher |  |  |